# Serjical Strike Records
La Serjical Strike Records è una casa discografica statunitense posseduta dalla Universal Music Group, e distribuita dalla Universal Motown Republic Records Group.

## Storia
La Serjical Strike venne fondata nell'aprile del 2001 dal cantante dei System of a Down Serj Tankian. Nei primi cinque anni dalla fondazione Tankian e il suo team hanno firmato accordi con varie band dagli stili molto differenti, stringendo un buon rapporto con la Columbia Records; inoltre collaborò con Arto Tunçboyacıyan, pubblicando l'album Serart.

## Artisti
- Armenian Navy Band
- Axis of Justice
- Bad Acid Trip
- Buckethead
- Fair to Midland
- Kittens for Christian
- Serart
- Serj Tankian
- Slow Motion Reign
- Viza

## Album pubblicati
- 2003 – Serart – Serart
- 2003 – Kittens for Christian – Privilege of Your Company
- 2004 – Bad Acid Trip – For the Weird by the Weird (Riedizione)
- 2004 – Bad Acid Trip – Lynch the Weirdo
- 2004 – Axis of Justice – Axis of Justice: Concert Series Volume 1
- 2005 – Buckethead – Enter the Chicken
- 2006 – Slow Motion Reign – Slow Motion Reign
- 2006 – Fair to Midland – The Drawn and Quartered EP
- 2007 – Fair to Midland – Fables from a Mayfly: What I Tell You Three Times Is True
- 2007 – Serj Tankian – Elect the Dead
- 2009 – Khatchadour Tankian – Inchbes Moranank
- 2010 – Viza – Made in Chernobyl
- 2010 – Serj Tankian – Elect the Dead Symphony
- 2010 – Serj Tankian – Imperfect Harmonies
- 2012 – Serj Tankian – Harakiri
- 2013 – Serj Tankian – Orca Symphony No. 1
- 2013 – Jazz-Iz-Christ – Jazz-Iz-Christ